# Deux Mélodies, op. 50 (Roussel)
Pour les articles homonymes, voir Deux mélodies.
Deux mélodies, op. 50, est un recueil de mélodies pour chant et piano d'Albert Roussel composées en 1933 et 1934 sur des poèmes de René Chalupt.

## Présentation

### Mélodies
Les Deux mélodies sont, :
1. L'Heure du retour, andante ( = 60), à 
, dédié à Mlle Marcelle Bunlet ;
2. Cœur en péril, allegretto ( = 116), à 
, dédié à Mlle Lucy Vauthrin.

La première mélodie est pour voix moyenne, la deuxième pour soprano.
Les manuscrits autographes de Roussel sont respectivement datés Varengeville (janvier 1934) et Paris, 15 décembre 1933. La partition est publiée en 1934 par Durand.
L'ensemble porte le numéro d'opus 50 et, dans le catalogue des œuvres du compositeur établi par la musicologue Nicole Labelle, le numéro L 63.

### Textes
Les textes des mélodies sont dus à René Chalupt,.
L'Heure du retour et Cœur en péril sont publiés dans Interludes.

### Création
Cœur en péril est créé le 11 décembre 1934 à Paris, par Marcelle Bunlet. L'Heure du retour est créé en janvier 1935 à Paris par Lucy Vauthrin.

## Analyse
La première mélodie du cycle, L'Heure du retour, est de forme rondo, avec trois couplets suivis d'un refrain. La mélodie est « toute simple, presque populaire », dans la tonalité affirmée de sol mineur. Pour Gilles Cantagrel, cette « gravité détachée, presque austère, s'anime avec les couplets ; sur un tissu de croches maillé aux deux mains, l'harmonie abonde en frottements soulignant les tribulations du voyageur recru d'aventures, alors que la déclamation vocale syllabique, diatonique, toujours très fidèle aux mouvements intérieurs du poème, tient plus de la méditation que du récit ».
La deuxième mélodie, Cœur en péril, est en quatre strophes séparées par des ritournelles du piano. Les trois premières strophes « brossent avec humour, et même une verve caustique, les portraits imaginaires des princesses en un allegretto désinvolte gaiement rythmé ». Puis vient la dernière strophe, adressée à la bien-aimée, qui est un « andantino languide et tendre, nimbé d'une secrète émotion sur un accompagnement qui s'efface doucement ». Damien Top relève que cette dernière mélodie du cahier, « caustique pochade hispanisante, s'extasie en son dernier couplet sur les ravages de l'amour ».
La durée moyenne d'exécution de l’ensemble est de sept minutes environ.

## Discographie
- Albert Roussel : les mélodies (intégrale) — Marie Devellereau (soprano), Yann Beuron (ténor), Laurent Naouri (baryton), Billy Eidi (piano), Timpani 2C2064 (2001)[6].
- Albert Roussel Edition (CD 9) — Colette Alliot-Lugaz (soprano), Kurt Ollmann (en) (baryton), Dalton Baldwin (piano), Erato 0190295489168 (2019)[7].

### Ouvrages généraux
- Gilles Cantagrel, « Albert Roussel », dans Brigitte François-Sappey et Gilles Cantagrel (dir.), Guide de la mélodie et du lied, Paris, Fayard, coll. « Les Indispensables de la musique », 1994, 916 p. (ISBN 2-213-59210-1), p. 571-577.

### Monographies
- Françoise Andrieu, « Catalogue des œuvres », dans École normale de musique de Paris, Jean Austin (dir.), Albert Roussel, Paris, Actes Sud, 1987, 125 p. (ISBN 2-86943-102-3), p. 46–95.
- Nicole Labelle, Catalogue raisonné de l'œuvre d'Albert Roussel, Louvain-la-Neuve, Département d'archéologie et d'histoire de l'art, Collège Érasme, coll. « Publications d'histoire de l'art et d'archéologie de l'Université catholique de Louvain » (no 78), 1992, 159 p..
- Damien Top, Albert Roussel : Un marin musicien, Biarritz, Séguier, coll. « Carré Musique », 2000, 170 p. (ISBN 2-84049-194-X).
- Damien Top, Albert Roussel, Paris, Bleu nuit éditeur, coll. « Horizons » (no 53), 2016, 176 p. (ISBN 978-2-35884-062-0).